# Cocido de pelotas
El cocido de pelotas es uno de los guisos más típicos de la cocina navideña tradicional de la cocina española del Levante. Hay diversas variedades. Las pelotas suelen ser generalmente de magro de cerdo y ternera, con huevo, perejil y piñones, mezclado con pan rallado. En algunos lugares se sustituyen estas carnes por otras de ave, como pavo y pollo, con la que se elaboran pelotas (albóndigas) que posteriormente se cuecen en el caldo del cocido. Este plato suele elaborarse en los meses invernales o en las fiestas populares, y servirse caliente en sus vuelcos correspondientes.

## Características

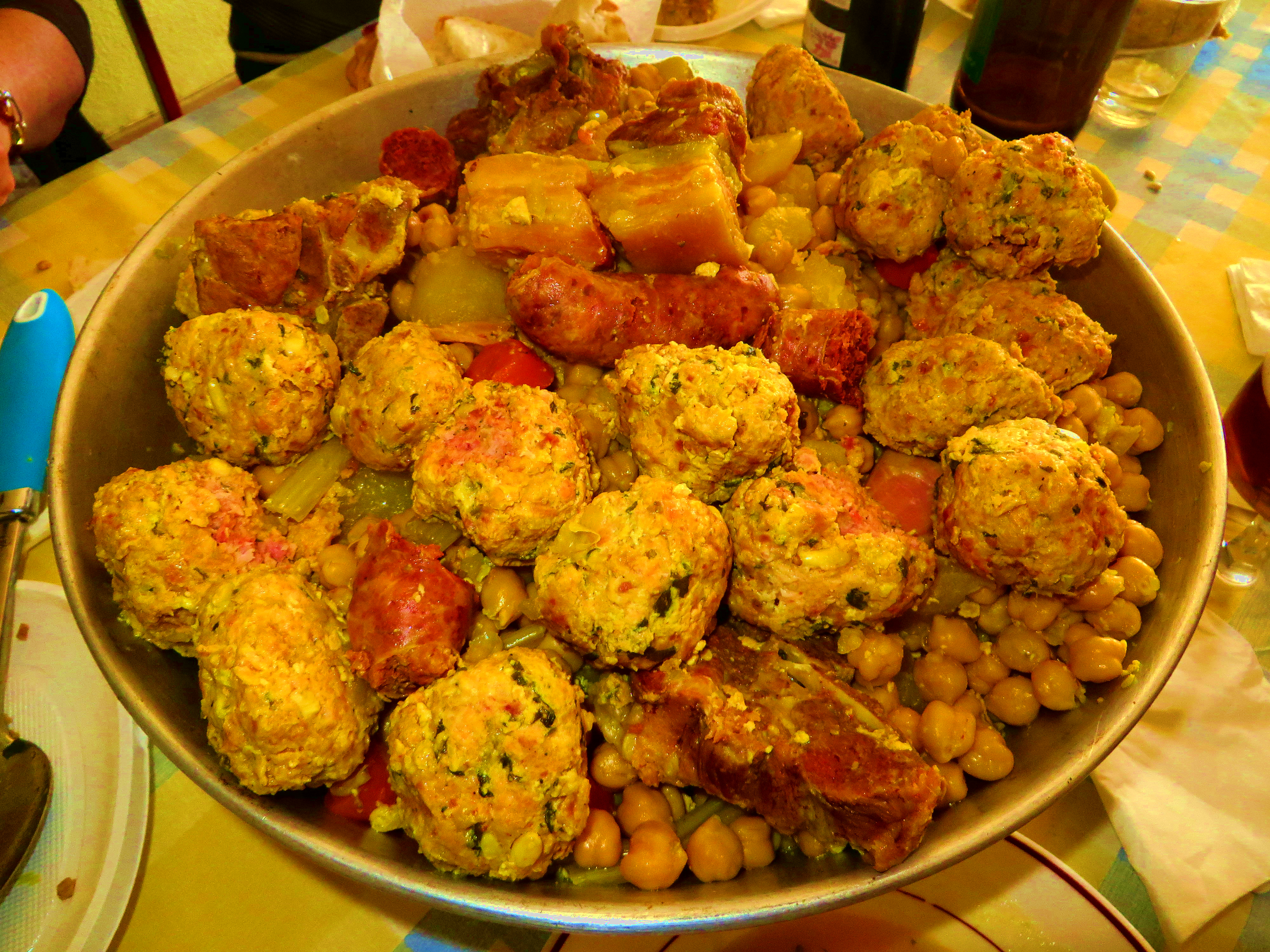
Cocido murciano con pelotas

Se trata de un cocido que emplea habitualmente como legumbre el garbanzo, y esto supone largos tiempos de cocción. Suele emplearse como acompañamiento alguna hortaliza: patatas, apios, cardos, calabaza. Entre los elementos cárnicos se suele emplear en su elaboración carne de cerdo, como puede ser desde un codillo, chorizo, tocino con magro de carne, etc. Se añade la denominada garreta (carne de ternera). Se emplea evidentemente carne de pavo o de pollo (a veces gallina), y si se quiere un poco más de pesadez, se emplean criadillas de cabra.

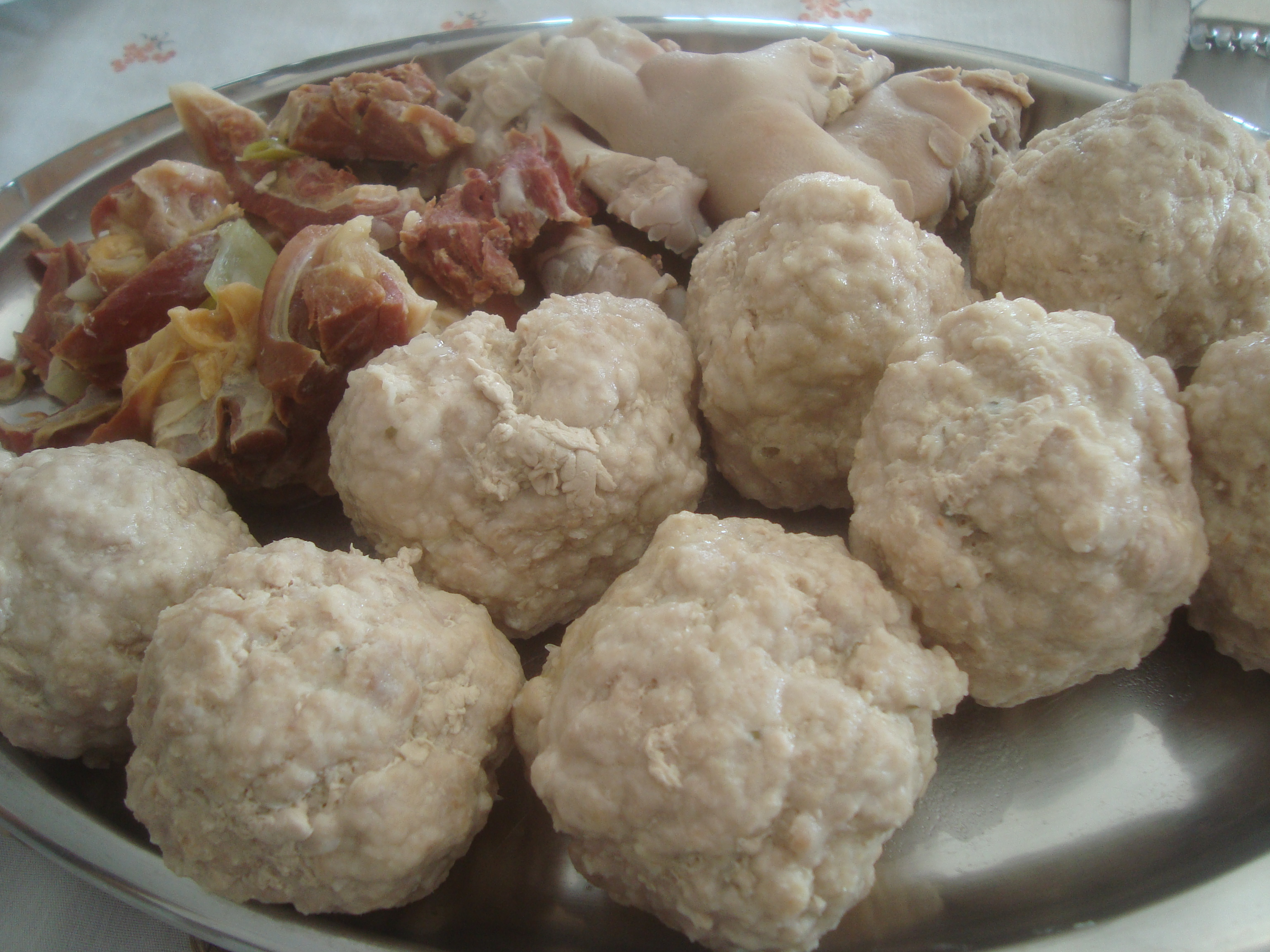
Pelotas del cocido valenciano "la olla" sin azafrán

La elaboración de las pelotas se realiza mediante el picado con una cuchilla del tocino magroso, la carne de cerdo, el hígado y la carne de pava. Se añade a la mezcla ajo y perejil finamente cortados, la miga de pan, mojada en leche, los piñones, un poco de pimienta y sal. Todo bien amasado se convierte en las pelotas (albóndigas). Las pelotas se cuecen en el caldo (durante la parte final) y se mantienen calientes hasta ser servidas. Se sirve el caldo con fideos, ajos y perejil. Es la llamada sopa de cocido (a veces se toma con zumo de limón), y posteriormente los garbanzos acompañados de los elementos cárnicos y la pelota.

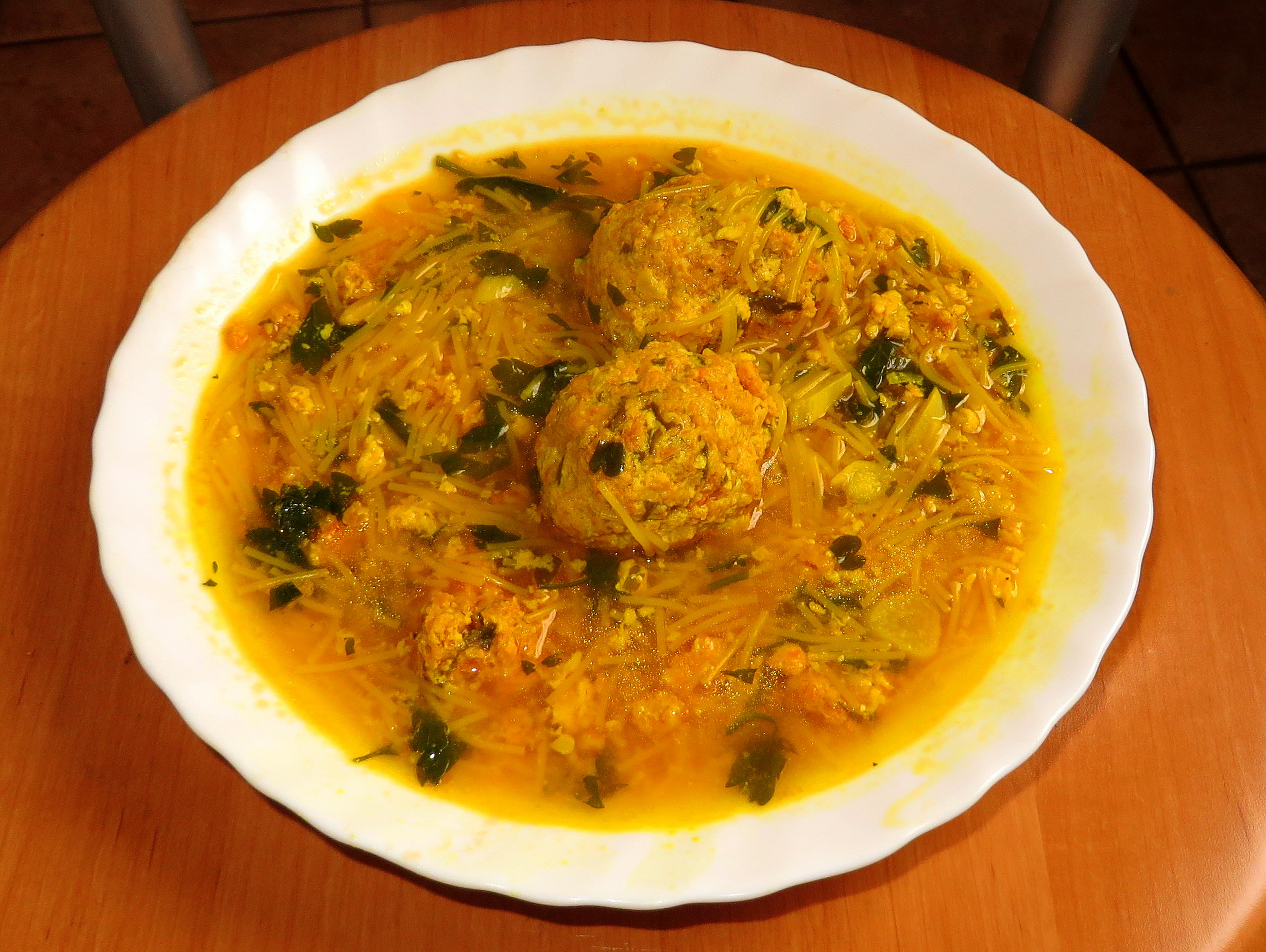
Sopa de cocido

## Celebraciones
Este cocido tiene gran cantidad de adeptos dentro del territorio español.
El día de San Gastrillo (17 de septiembre) se celebran fiestas en muchos pueblos que tienen como protagonista al cocido corcorán. Se queman fotos como ritual de purificación y al final se come abundantemente. Ese día se implementa el cocido con bien de tocino, chorizo y morcilla, además de picante, para celebrar el fin de las hambrunas. 
El cocido con pelotas es tradicional de Almería, Murcia y la Comunidad Valenciana.